# 福爾瑟姆 (密蘇里州)
福爾瑟姆（英語：Folsom）是位於美國密蘇里州卡勒韋縣的非建制地區。

## 歷史
福爾瑟姆的郵局於1887年設立，其後於1905年停運。

## 地理
福爾瑟姆所處的海拔為高於海平面252米（即827英呎），而該地所採用的時區為UTC-6，即北美中部時區（CST）。同時該地設有夏令時間，為UTC-6調快一小時，即UTC-5（CDT）。